# Ejby (Korsløkke Sogn)
 For alternative betydninger, se Ejby. (Se også artikler, som begynder med Ejby)
Ejby er en tidligere landsby og nuværende bydel i Korsløkke Sogn i den sydøstlige del af Odense. Ejby ligger i området nord for Nyborgvej og syd for den fynske hovedbanes strækning mellem Odense og Nyborg. Ejby ligger i Odense Kommune og Region Syddanmark.

## Historie
Ejby kan som landsby dateres tilbage til 1300-tallet. I 1682 bestod landsbyen Ejby af 14 gårde og 2 huse med et samlet dyrket areal på 518,2 tønder land skyldsat til 113,15 tønder hartkorn. Dyrkningsformen var trevangsbrug. Gårdene hørte under Sankt Knuds Kloster. Landsbyen blev udskiftet i 1792, hvor mange af gårdene blev flyttet fra deres oprindelige placering i landsbyen.
Ejby var en del af Vor Frue Landsogn, der var en selvstændig kommune indtil 1936, hvor Vor Frue Landsogn blev en del af Odense Kommune. Samme år blev sognet også omdøbt til Korsløkke Sogn, som Ejby nu er en del af. Korsløkke Sogn hører til Vor Frelsers Kirke.
Landsbyen lå ved Toftevej.
I 1950'erne blev landsbyen Ejby væsentlig forandret. Punkthusene på Bregnevej blev bygget i 1950'erne og var Odenses første højere etagebyggeri, sammenligneligt med Danmarks første højhusbyggeri i Bellahøj i København. Ligeledes blev villaerne og rækkehusene i kvarteret bygget i 1950'erne, af Jens P. Koch. Villaerne på Vildrosevej og Vedbendvej blev oprindelig bygget som tofamilieshuse, hvor mange senere er ombygget til enfamilieshuse.
De eneste af de 14 gårde, hvor bygningerne er (delvist) bevaret er Avlskovgård, der blev udflyttet ved Herluf Trolles Vej, og Jervelund på Toftevej. Enkelte bygninger fra den oprindelige landsby er bevaret; Jervelund, smedens hus (Toftevej 43), og Avlskovgårds gamle stuehus fra før udskiftningen (Toftevej 32), samt nogle mindre huse. De ligger alle omkring Toftevej og viser, hvor den gamle landsby lå.
I dag er bebyggelsen en kombination af få gamle bindingsværkshuse, villaer og rækkehuse i mursten, samt etagebyggeri.

## Stednavne
Landsbynavnet Ejby er næsten forsvundet, men findes stadig i gadenavnene Ejbygade, Ejby Mølle, Ejby Møllevej, Ejbyvænget og Ejby Kirkevej.
De fleste af de oprindelige 14 gårde i landsbyen er forsvundet, men mange af gårdenes navne findes stadig i området, da de har lagt navn til veje og steder i det sydøstlige Odense. Det gælder Rosengården (Rosengårdcentret og Rosengårdskolen), Ejerslykke (Ejerslykkeskolen) og Stærmosegård (Stærmosegårdsvej).
Gården Korsløkke er opkaldt efter et kors, der stod i det kryds, hvor Nyborgvej møder Ejbygade/Ørbækvej – og hvor letbanestationen af samme navn skal ligge. På flere gamle kort omtales gården ”Korsløkke” som ”Korslykke”. Det er en sproglig misforståelse; Korsløkke skyldes som sagt et kors. Det stod i en ”løkke”, hvilket vil sige på en indhegnet mark.
Der eksisterer også en sproglig misforståelse om gården Ejerslykke, der skrives med y. Det skyldes, at gården var ”ejerens lykke” (Webside ikke længere tilgængelig).

## Odense Letbane og navngivning af stationerne i området
Odense Letbane kører gennem området, og der er tre af letbanens stationer, der er opkaldt efter gårde i det gamle Ejby. Det er stationerne: Korsløkke, Ejerslykke og Rosengårdcentret (fra Rosengården).
Forskydninger i geografien: 
Letbanestation "Korsløkke" ligger tæt på der, hvor gården Ejerslykke har ligget, og Ejerslykke Station ligger tæt på, hvor gården Korsløkke lå. Forklaringen er, at der er sket forskydninger i de lokale stednavne. Ejerslykke Station ligger tæt på L.A. Rings Vej, hvor der ligger et stort almennyttigt boligområde, som netop hedder Ejerslykke. Og Ejerslykkeskolen ligger lidt længere nede af L.A. Rings Vej. 
Korsløkke Station ligger centralt i sognet Korsløkke. Gården Korsløkke er opkaldt efter et kors, der stod i det kryds, hvor Nyborgvej møder Ejbygade/Ørbækvej – hvor letbanestationen af samme navn ligger. Desuden ligger det store boligområde Korsløkkeparken langs Nyborgvej. (Webside ikke længere tilgængelig)

## Lokaliteter

### Kulturbotanisk Have
Kulturbotanisk Have ligger lige syd for Odense Å, nord for jernbanen og ved siden af Kolonihaveforeningen Søndergårds Haver H/F.

### Kolonihaveforeningen Søndergårds Haver H/F
Søndergårdshaver, der blev grundlagt i 1948, er med sine 350 haver den største kolonihaveforening i Odense. Arealet tilhørte en af de 14 oprindelige gårde i landsbyen Ejby, og er navngivet efter den sidste ejer af denne gård, Christian Søndergård.

### Vor Frelsers Kirke
Vor Frelsers Kirke tilhører Korsløkke Sogn. Kirken er synlig fra Ejbygade.

### Deleurans Plads
Deleurans Plads ligger på hjørnet af Nyborgvej og Ørbækvej. Pladsen er navngivet efter Claus Deleuran (1946-1996), der er kendt for sine tegneserier om Thorfinn, Illustreret Danmarkshistorie for Folket og Rejsen til Saturn (filmatiseret i 2008). Han har også illustreret skolebøger og blev i 1991 tildelt Pingprisen. Deleuran voksede op i Gartnerhaven ved Nyborgvej. I mange af hans arbejder indgår motiver, der er inspireret af opvæksten i Odense. Odense Domkirke optræder fx i Rejsen til Saturn, ligesom motiver fra Nyborgvej og andre lokaliteter i den østlige bydel er at finde i hans store produktion.

### Ejby Mølle
Ejby Mølle nævnes i skrifter første gang i 1242 som Ejby Vandmølle. I skrifter fra 1873 kan man læse, at der i åen ved møllen kunne fanges mange strandkarper, de såkaldte ejbygedder. I dag fungerer Ejby Mølle som rensningsanlæg.

## Foreningsliv

### FDF Odense 5. KredsArkiveret19. oktober 2018 hosWayback Machine
FDF Odense 5. kreds blev oprettet i 1936 i Korsløkke Sogn, og nu er kredshuset beliggende på Øksnebjergvej 15B, 5230 Odense M . Kredsen er en del af landsforbundet FDF Arkiveret 22. oktober 2020 hos  Wayback Machine i Danmark.
Kredsen ejer "Junglehytten" i Sdr. Nærå.
FDF kredsen arbejder med følgende inddeling af børnene.
Puslinge: Op til 1. klassetrin
Tumlinge: 1. og 2. klassetrin
Pilte: 3. og 4. klassetrin
Væbnere: 5. og 6. klassetrin
Seniorvæbnere: 7. og 8. klassetrin
Seniorer: 9. klassetrin op til 18 år

### Gl. Ejbyhavens Naboforening
Foreningen har til formål at styrke fællesskabet i området ved at igangsætte og støtte arrangementer og aktiviteter for beboerne i området .
Foreningens arrangementer er åbne for alle beboere i området og kan være fællesdage, byttemarkeder, rundvisninger og Sct. Hans aften med fællesspisning.
 